# أليمينوسا
المنوسة أو (نقحرة: أليمينوسا) (بالإيطالية: Aliminusa)‏ هي بلدية في مقاطعة باليرمو في صقلية الإيطالية.

## السكان
تطور النمو السكاني لـ المنوسة